# Evelyn Sanguinetti
Evelyn Pacino Sanguinetti (Miami, 12 de novembro de 1970) é uma política norte-americana, a 47.ª e atual Vice-Governadora de Illinois desde 12 de janeiro de 2015. Antes de ser eleita em uma chapa liderada por Bruce Rauner em 4 de novembro de 2014, atuou no Conselho Municipal de Wheaton. Deixou a vice-governadoria de Illinois em janeiro de 2019 após a chapa ser derrotada por J. B. Pritzker e Juliana Stratton.

## Biografia
Sanguinetti nasceu em Miami, na Flórida, sendo filha de uma mãe cubana e um pai equatoriano.
Sua primeira língua é o espanhol. Sanguinetti é bacharel em música pela Universidade Internacional da Flórida e concluiu um Juris Doctor pela Faculdade de Direito John Marshall, em Chicago. Trabalhou como advogada e professora adjunta de direito na Faculdade de Direito John Marshall.
Sanguinetti trabalhou como assistente do Procurador-Geral de Illinois durante o mandato do ex-procurador republicano Jim Ryan.
Sanguinetti é a primeira mulher latina-americana a ser eleita para o cargo de Vice-Governadora de Illinois e é a primeira hispânica Vice-Governadora nos Estados Unidos.